# Hartnýd II. z Lichtenštejna
Hartnýd II. z Lichtenštejna pán na Mikulově, podle jiných zdrojů Hartmann z Lichtenštejna (německy Hartneid II. von Liechtenstein, † 1337 nebo 1351) byl rakouský šlechtic z rodu Lichtenštejnů, důvěrník českého krále Jana Lucemburského. Získal panství na jižní Moravě a připojil je k Mikulovu.

## Život

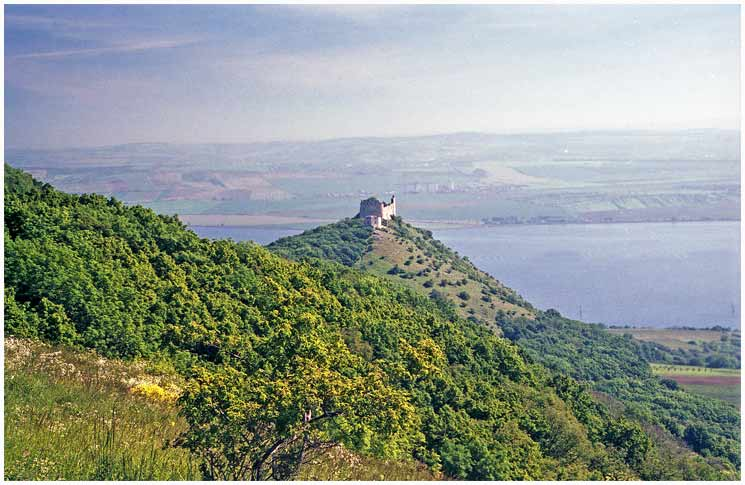
Zřícenina hradu Děvičky z úbočí Děvína

Narodil se jako syn Jindřicha II. z Lichtenštejna. Proslavil se svou statečností jako válečný hrdina své doby a stal se skutečným zakladatelem moci lichtenštejnského rodu.
Hartnýd stál po boku českého krále Jana Lucemburského v jeho válce proti Polsku a Uhrám a v boji o český trůn proti rakouským vévodům Albrechtovi II. a Otovi. Za svou podporu českého krále však zaplatil vysokou cenu, neboť rakouští vévodové vyplenili veškerý jeho majetek v Rakousích. Jako náhradu za utrpěné škody mu král Jan v roce 1334 udělil řadu privilegií a daroval hrad Děvičky na Moravě a několil vsí (Strachotín, Věstonice, Pavlov a další), které Hartnýd připojil k mikulovskému panství.

## Manželství a potomstvo
Hartnýd byl ženatý s Annou z Trauttmansdorffu a z jejich manželství se narodili synové: 
- Jindřich,
- Hartnýd,
- Jan (nebo 1397), od roku 1368 hofmistr a důvěrník vévody Albrechta III., získal Lednici
- Jiří, který se stal pokračovatelem rodu.